# Assergi
Assergi è una frazione della città dell'Aquila, posto a circa 11 km dal centro storico del capoluogo, originariamente compreso nel comune soppresso di Camarda, con cui oggi forma la nona circoscrizione, sede dell'ente Parco nazionale del Gran Sasso e Monti della Laga, dei laboratori nazionali dell'Istituto nazionale di fisica nucleare, e della stazione di valle della Funivia del Gran Sasso d'Italia che sale a Campo Imperatore.
Ubicato a 867 metri di quota sotto il versante occidentale del massiccio del Gran Sasso, in una piccola piana detta Piana di Assergi posta al termine della Valle del Vasto che scende dal Monte San Franco-Passo delle Capannelle, lungo la strada statale 17 bis che dall’Aquila sale a Campo Imperatore passando per Tempera, Paganica, Camarda, Fonte Cerreto, Montecristo-Fossa di Paganica, conta poco più di 500 abitanti. Transita qui un tratto della grande Ippovia del Gran Sasso.

## Storia
Le origini vestine del paese sono ben testimoniate dai ruderi dell'antica Prifernum, situate a poca distanza dall'attuale Assergi, nella località detta del Forno, e di cui non restano molte testimonianze. Probabilmente scomparso già nel II secolo a.C., si ricostituì in età romana ed in particolare al I secolo quando nell'area alle pendici del pizzo Cefalone venne edificato un piccolo villaggio, Castrum Asserici, alloggio degli operai delle vicine miniere.
Il centro si sviluppò quindi nel medioevo intorno al monastero benedettino di Santa Maria ad silicem, da cui probabilmente deriva il nome di Asserici, divenuto poi Asserula e, infine, Sercio. Il paese venne interamente fortificato e la cinta muraria è ancora oggi visibile nelle aree orientali e meridionali insieme alle tre porte d'accesso. Nel XIII secolo partecipò, con altri castelli del contado, alla fondazione dell'Aquila.

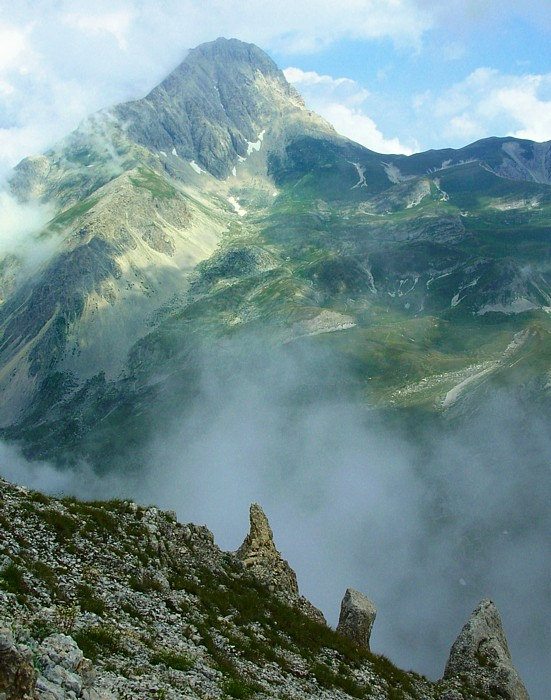
Corno Grande visto da Pizzo Cefalone

Con la dissoluzione del contado aquilano fu messa in vendita dagli Spagnoli come le restanti località, e fu acquistata tra il 1530 e il 1540 dal romano Cristoforo Cenci alla cui famiglia rimase, concedendo gli statuti nel 1586, fino a che la persero dopo le vicende legate a Beatrice Cenci, per passare agli inizi del secolo XVII ai Caffarelli che la tennero con titolo di ducato unitamente alle località di Aragno, Camarda e Filetto. Partecipò alla spartizione dell'altopiano di Campo Imperatore, di cui il centro costituisce la porta d'ingresso occidentale, la principale provenendo dall'Aquila. Persa progressivamente importanza, venne ricompreso già nel XVIII secolo nel circondario di Paganica del Distretto di Aquila e unito al comune di Camarda dopo l'unità d'Italia.
Nel 1927, con la soppressione di otto comuni per la formazione della cosiddetta Grande Aquila, Assergi venne riunificata al capoluogo e rigenerata dallo sviluppo, promosso sotto il fascismo, del turismo montano e sportivo legato al suo territorio. Nel 1934 venne edificata la località Fonte Cerreto, a poca distanza dal nucleo storico di Assergi, che costituisce la stazione di valle della Funivia del Gran Sasso d'Italia. Dal 1979 il paese dispone di apposita uscita sull'autostrada A24 per Roma e dal 1982 è sede dei laboratori nazionali dell'Istituto nazionale di fisica nucleare, in parte costruiti sotto il massiccio del Gran Sasso.

## Monumenti e luoghi d'interesse
Assergi rappresenta un'importante stazione turistica per escursioni naturalistiche e sportive. È collegata ad altri borghi delle vicinanze, tra tutti Calascio, Castel del Monte e Santo Stefano di Sessanio, ed all'altopiano di Campo Imperatore da numerosi itinerari percorribili a piedi, in bici o a cavallo; il più celebre è l'Ippovia del Gran Sasso, un percorso ad anello dotato di aree attrezzate per la sosta che collega i tre versanti aquilano, teramano e pescarese del Gran Sasso per un totale di circa 300 km, che lo rende il più lungo d'Italia.

### Centro storico

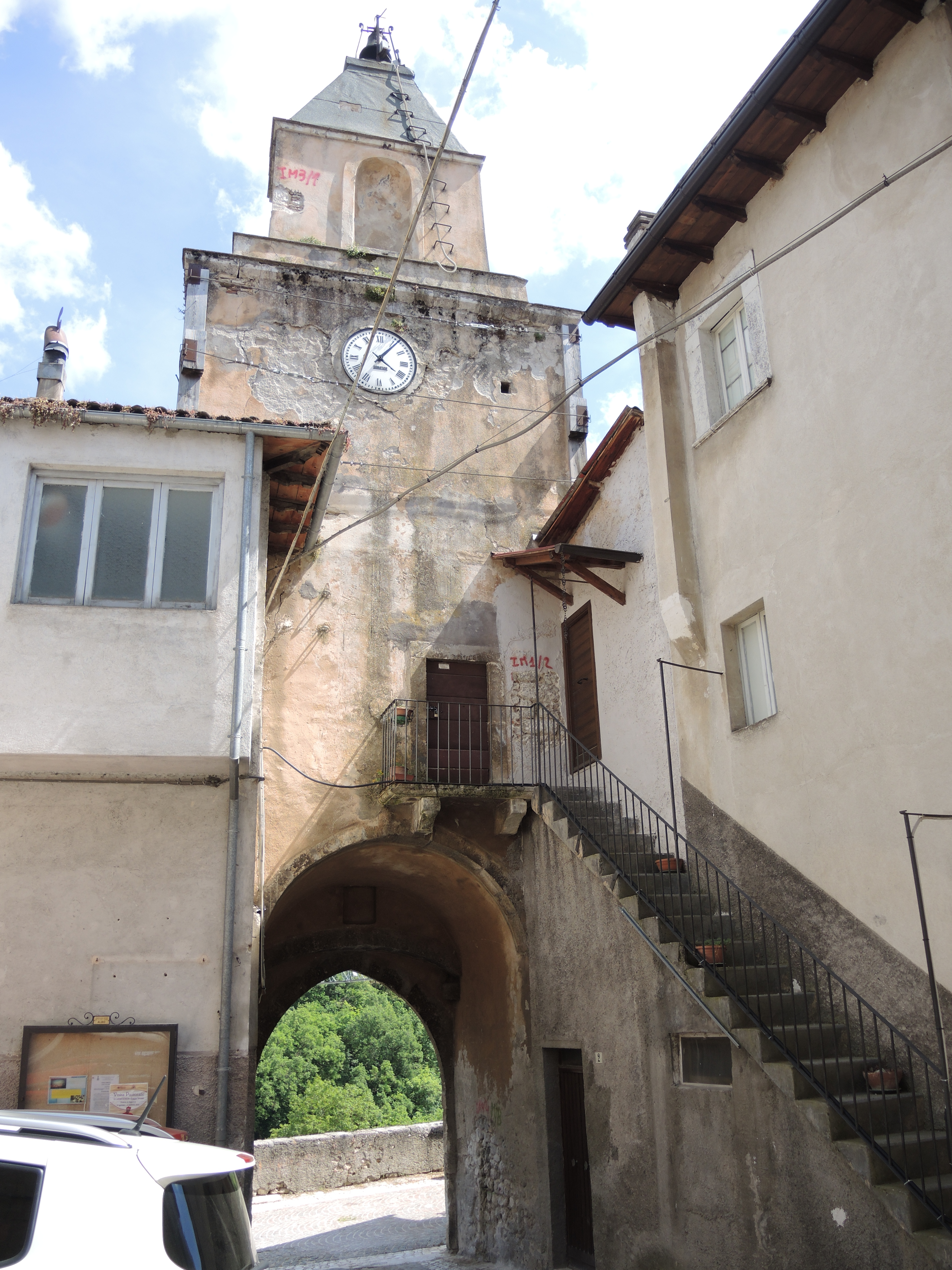
Torre dell'orologio

Il caratteristico borgo medievale è cinto da una serie di mura risalenti all'XI secolo ed oggi ben conservate, soprattutto nelle parti orientale e meridionale del paese, e su cui si aprono tre porte ad arco a sesto acuto dette Orientale, del Colle e del Rio. Molto interessante è la porzione muraria a nord, e l'accesso da sud della torre dell'orologio, che era annessa all'antico castello. Il paese è apparso anche come ambientazione in gran parte delle scene del film La roccia incantata di Giulio Morelli (1949). Tra le principali architetture del centro storico si menzionano:

#### Chiesa di Santa Maria Assunta

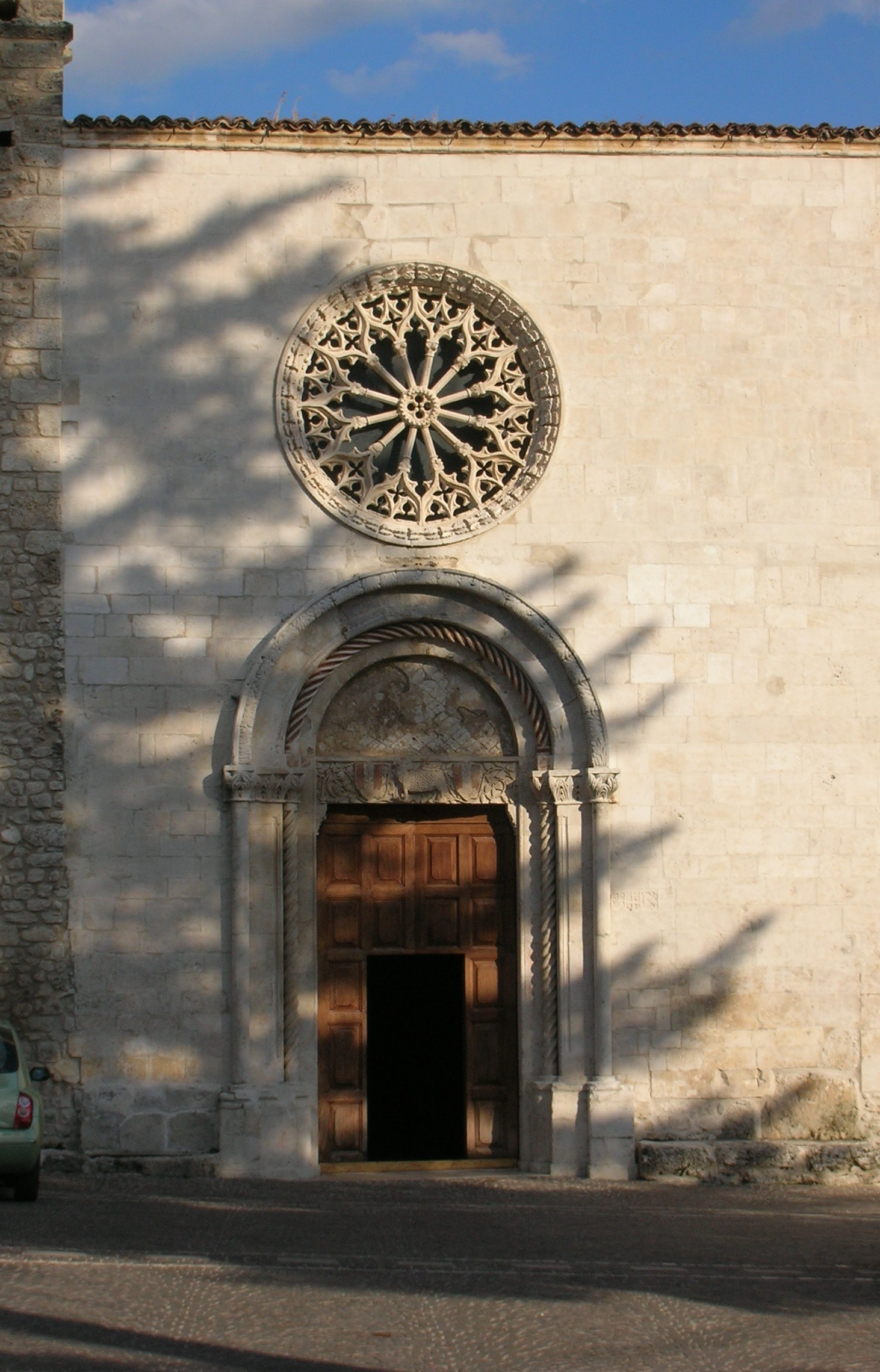
Facciata della chiesa di Santa Maria Assunta

Importante edificio religioso costruito nel XII secolo ed originariamente parte di un più vasto monastero fondato da Sant'Equizio. La facciata, quattrocentesca ed in stile romanico ha delle affinità con quella più celebre di Santa Maria di Collemaggio in L'Aquila e reca nell'architrave lo stemma del paese. Interessante è l'abside semicircolare della demolita chiesa di Santa Maria della Neve, riadattato nel prospetto di Santa Maria di Assunta, e che è costruito sulla roccia a strapiombo su di un torrente.
L'interno presenta alcuni affreschi ed una cripta, che è più propriamente l'antica chiesa di San Franco, scavata in parte nella roccia e formata da tre navate divise da due file di quattro colonne con capitelli e volte a crociera. La struttura ospita le reliquie del santo patrono del paese, Franco da Assergi.

#### Convento di Santa Maria in Valle

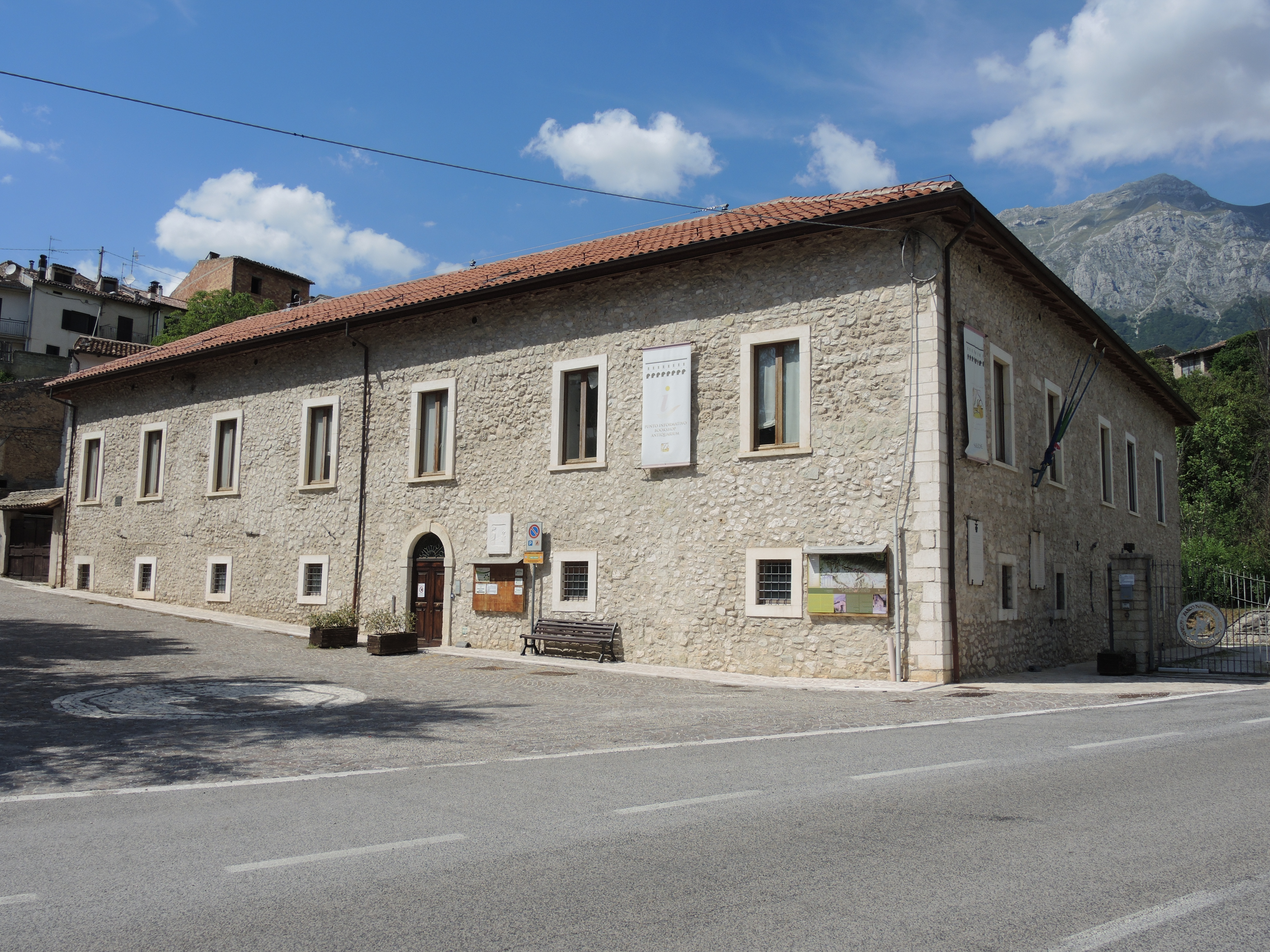
Convento di Santa Maria in Valle

Sito nel paese è anche il convento di Santa Maria in Valle, restaurato sul finire del XX secolo ed oggi sede del Parco nazionale del Gran Sasso e Monti della Laga. Caratterizzato da un elegante chiostro affrescato con storie della vita di san Bernardino da Siena, l'edificio ospita una mostra archeologica permanente che esibisce i reperti trovati nella vicina Grotta a Male. Fu eretto nel 1312 con annesso ospedale, e custodiva un'icona della Madonna ritenuta miracolosa. Nel 1635 venne costruito il convento vero e proprio, affidato di Minori Francescani, che eressero il nuovo altare con presbiterio circolare, dedicato alla Visitazione. Il convento fu danneggiato dal terremoto di Avezzano nel 1915, e nel 1933 il comune dell'Aquila ne deliberò l'abbattimento, per permettere la costruzione della stazione ferroviaria, ma per via delle proteste dei cittadini, si decise solo una demolizione parziale.

#### Chiesa di Santa Maria del Vasto
Si trova nella località del Vasto. La chiesa è una pallida forma della chiesa medievale del XIII secolo, al momento della fondazione della parrocchia duplicato del rione Santa Maria. Ha un aspetto molto semplice in pietra di montagna, con un impianto assi irregolare, frutto del rimodellamento delle parti superstiti, ed è composta da due corpi, dei quali quello rettangolare contiene il tempio cristiano, con il soffitto a spioventi a capriate lignee. Della chiesa si ha la prima notizia nel 1178 dalla bolla papale di Alessandro III, poi nel 1204 con la bolla di Innocenzo III. Nel 1313 era soggetta alle decime vescovili dell'Aquila, e dato che fruttava poco di rendita, si capisce che fosse già in decadenza. Venendo abbandonata, dopo il 1703 tornò ad essere officiata per volere della famiglia Cappelli, che rilevò numerosi ex feudi e castelli presso il Gran Sasso d'Italia. Di interesse la chiesa ha solo un frammento di lastra in pietra lavorata con decorazioni floreali.

### San Pietro della Jenca

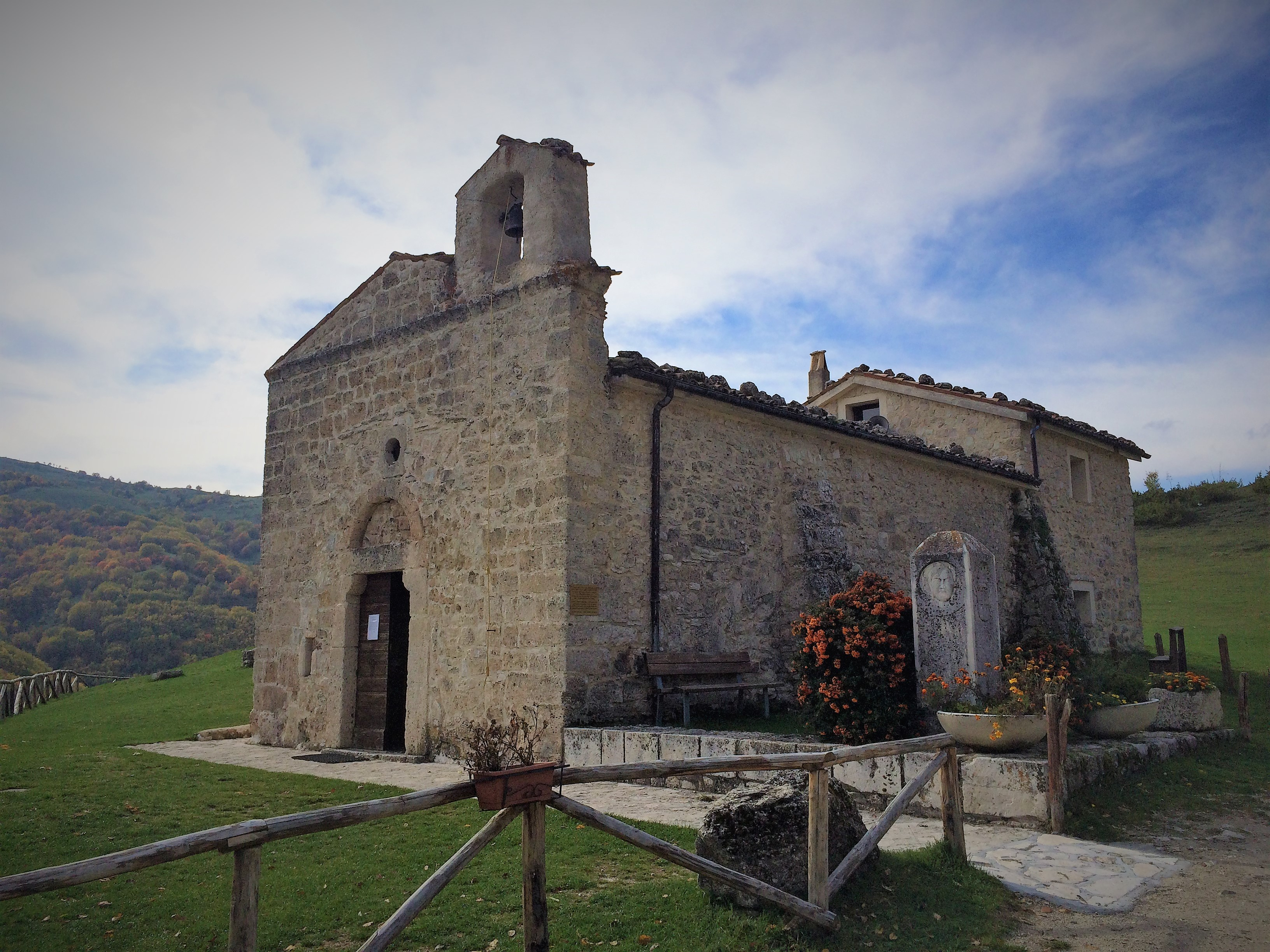
Chiesa santuario di San Pietro della Jenca

Nelle vicinanze di Assergi è anche il piccolo borgo di San Pietro alla Jenca, originariamente uno dei castelli (conosciuto come San Pietro alla Genca) che partecipò alla fondazione dell'Aquila nel XIII secolo. Il borgo, distrutto già a partire dal XV secolo presenta oggi un paio di piccole costruzioni tra cui la chiesetta di San Pietro, interamente in pietra con interno ad aula unica, celebre per essere stata meta di numerose escursioni di papa Giovanni Paolo II, a cui dal 1999 è dedicata una statua posta all'interno della stessa.

#### Chiesetta della Madonna della Neve

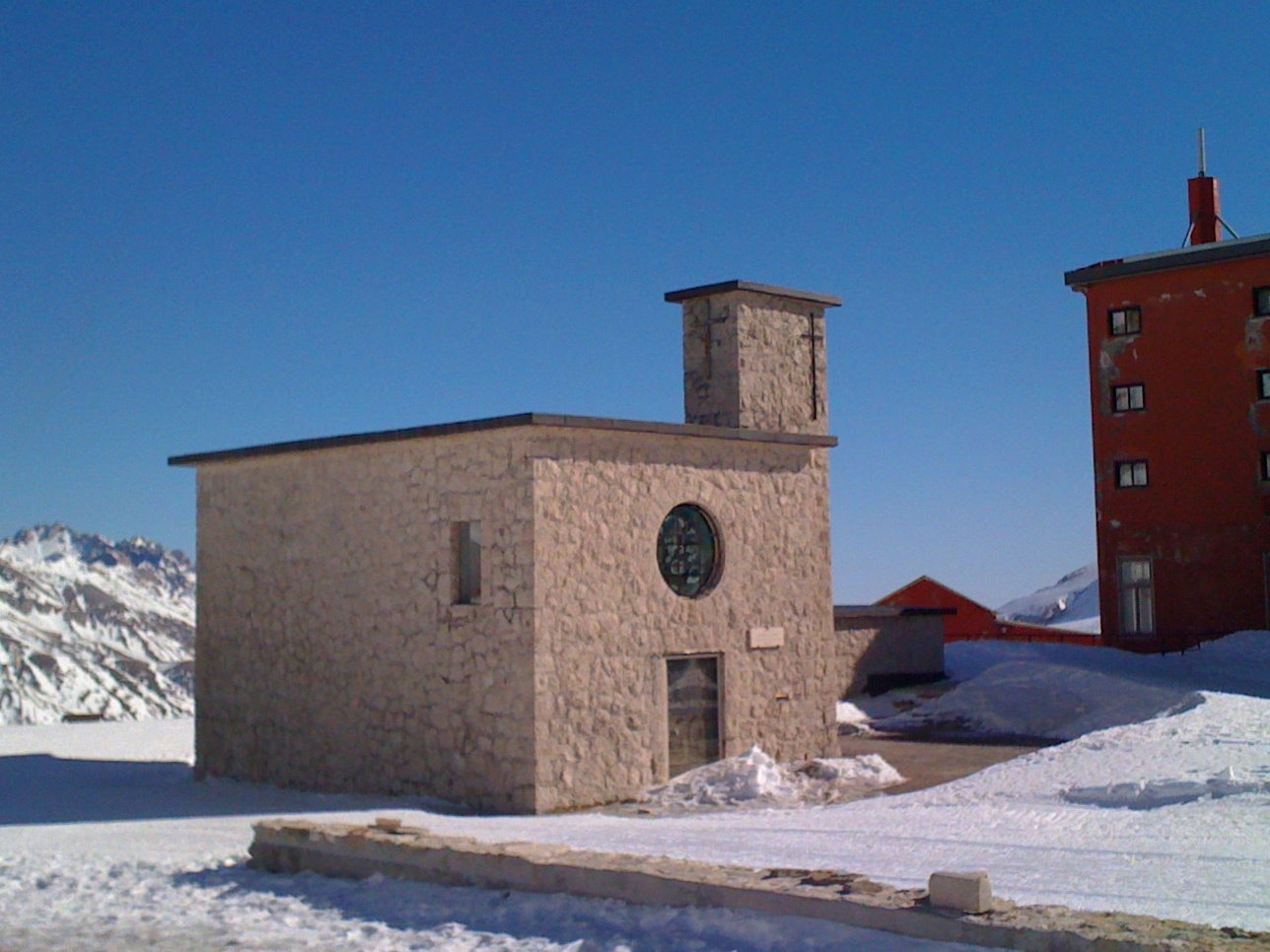
Cappella della Madonna della Neve a Campo Imperatore

Fu costruita nel 1933 per volere del Cardinale Federico Tedeschini nel progetto di costruzione del comprensorio sciistico di Campo Imperatore, con l'Hotel accanto, prigione di Benito Mussolini nel 1943, e il vicino Osservatorio astronomico. La chiesa poi fu abbandonata, e recuperata dal Corpo Alpini nel 1992, e inaugurata nel 1993 da papa Giovanni Paolo II. La chiesa è in stile razionalista, in blocchi di pietra squadrata, presente le caratteristiche forme della chiesa romanica aquilana rettangolare a facciata quadrata, con portale centrale pseudo romanico sovrastato da un oculo. Sul fianco destro si trova un piccolo campanile rettangolare a torre con croce in rilievo. L'interno a navata unica ha volta a capriate lignee, e un quadro che ritrae tutti i Santi legati alla storia religiosa dell'Aquila.

#### Gli eremi
- Eremo di San Clemente: si trova tra Assergi e il Vasto. Piccola cappella circolare realizzata in pietra di montagna con i blocchi incastrati, e tetto a pagoda di tegole, con piccole monofore lungo la circonferenza muraria. La chiesa esisteva sin dal Medioevo, venne rifatta nel 1780 da Franco Forgione di Assergi, e nel XVII secolo i pellegrini beneficiavano dell'indulgenza di papa Urbano VIII che aveva confermato il cammino sacro dalla chiesa per la Cona davanti alla chiesa di Santa Maria della Croce.
- Eremo di San Franco: piccola costruzione a cappella in pietra, realizzata nella sorgente miracolosa. San Franco fu monaco vissuto nel XII secolo, la leggenda vuole che il monaco percosse il punto della fonte col bastone per dissetare dei viandanti, e furono attribuite virtù guaritrici all'acqua della fonte nei secoli successivi. La cappella presenta ingresso ad arco e un sedile sulla parete destra, sopra l'altare c'è una lapide in marmo bianco che ricorda il restauro del 1945, mentre un pannello a 24 tessere maiolicate policrome rappresenta il miracolo della fonte.
- Grancia di Santa Maria del Monte: si trova nel cuore di Campo Imperatore, poco distante da Rocca Calascio, e situata a Lago Racollo, tra il territorio di Assergi e Paganica. La grancia fu fondata nel 1222, dipendente dall'abbazia di Santa Maria di Casanova a Villa Celiera, nella zona vestino-pescarese. Per via della ricca vegetazione del posto, su cui si potevano coltivare varie piante, divenne luogo di rifornimento del monastero cistercense, e le sue vicende furono legate anche al monastero di Santo Spirito d'Ocre. E per questo la sua decadenza fu molto rapida, quando già nel XV secolo i due monasteri erano in grave decadenza. Il terremoto del 1703 dette alla grancia il colpo di grazia, riducendola a rudere. Il complesso era composto di stalle, orti, laboratori di macinazione e una piccola chiesa.
- Eremo di Santa Maria della Croce: si trova sopra la montagna di Grotta a Male, e risale al XVI secolo, dove la chiesa venne edificata in seguito a un'apparizione Mariana. L'eremo oggi però è in stato di rudere, distrutto dal terremoto del 1703, e se ne conservano poche mura, oltre alla cavità rocciosa della grotta votiva, che oggi è meta di escursioni.

### Fonte Cerreto

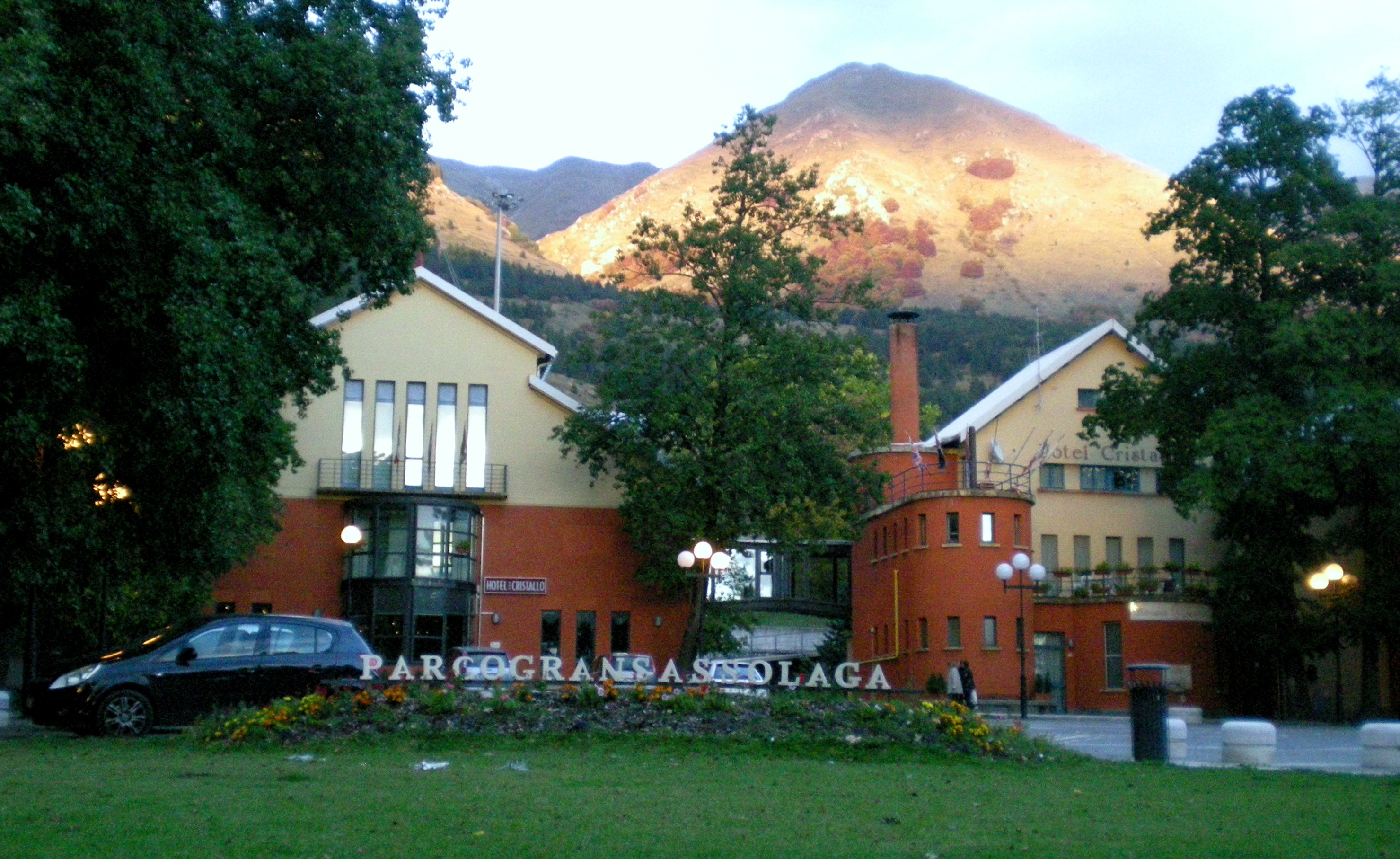
Fonte Cerreto: hotel Cristallo

Realizzata negli anni trenta del XX secolo, è una piccola stazione turistica posta a ridosso del Gran Sasso sotto il versante cosiddetto dei Valloni, a circa 4 km di distanza del nucleo storico di Assergi, lungo la strada statale 17 bis che da Bazzano sale a Campo Imperatore passando per Paganica, Tempera e Camarda. Edificata durante il fascismo nell'ambito di una vasta operazione di riqualificazione turistica e sportiva dell'Aquila e dei borghi circostanti, costituisce la stazione di valle della Funivia del Gran Sasso d'Italia, una delle più lunghe d'Europa, che consente di arrivare in pochi minuti al versante occidentale di Campo Imperatore dove successivamente sono stati realizzati gli omonimi impianti sciistici.
Il nome deriva dalla presenza di un vasto cerreto che ricopre le pendici montuose soprastanti. La località, che comprende diverse strutture commerciali e ricettive, costituisce una porta d'ingresso al Parco Nazionale del Gran Sasso e Monti della Laga attraverso la funivia e i percorsi escursionistici e scialpinistici che risalgono fino a Campo Imperatore. Nel 2016 è stato aperto al pubblico un parco avventura nel cerreto limitrofo (Gran Sasso Adventure Park). La località è raggiungibile tramite trasporto pubblico nei giorni festivi anche da L'Aquila tramite il bus M6F. A poca distanza, sulla strada che sale a Campo Imperatore, è posta l'area di Montecristo-Fossa di Paganica.
Si ricordano, di interesse architettonico, gli alberghi Hotel Cristallo e "la Villetta". Il primo fu progettato dall'architetto Bonadè Bottino, lo stesso dell'hotel "Campo Imperatore", si presenta in stile monumentale razionalista, con l'ingresso caratterizzato da due corpi laterali a triangolo collegati al centro dell'entrata da una struttura convessa che ricalca il pieno razionalismo, usato come hall dell'albergo. La Villetta rispecchia uno stile misto, che risente del liberty, con un impianto a villa, caratterizzato da una torretta di controllo con cuspide piramidale, mostrando degli influssi tirolesi.

### Hotel Campo Imperatore (Prigione di Mussolini)

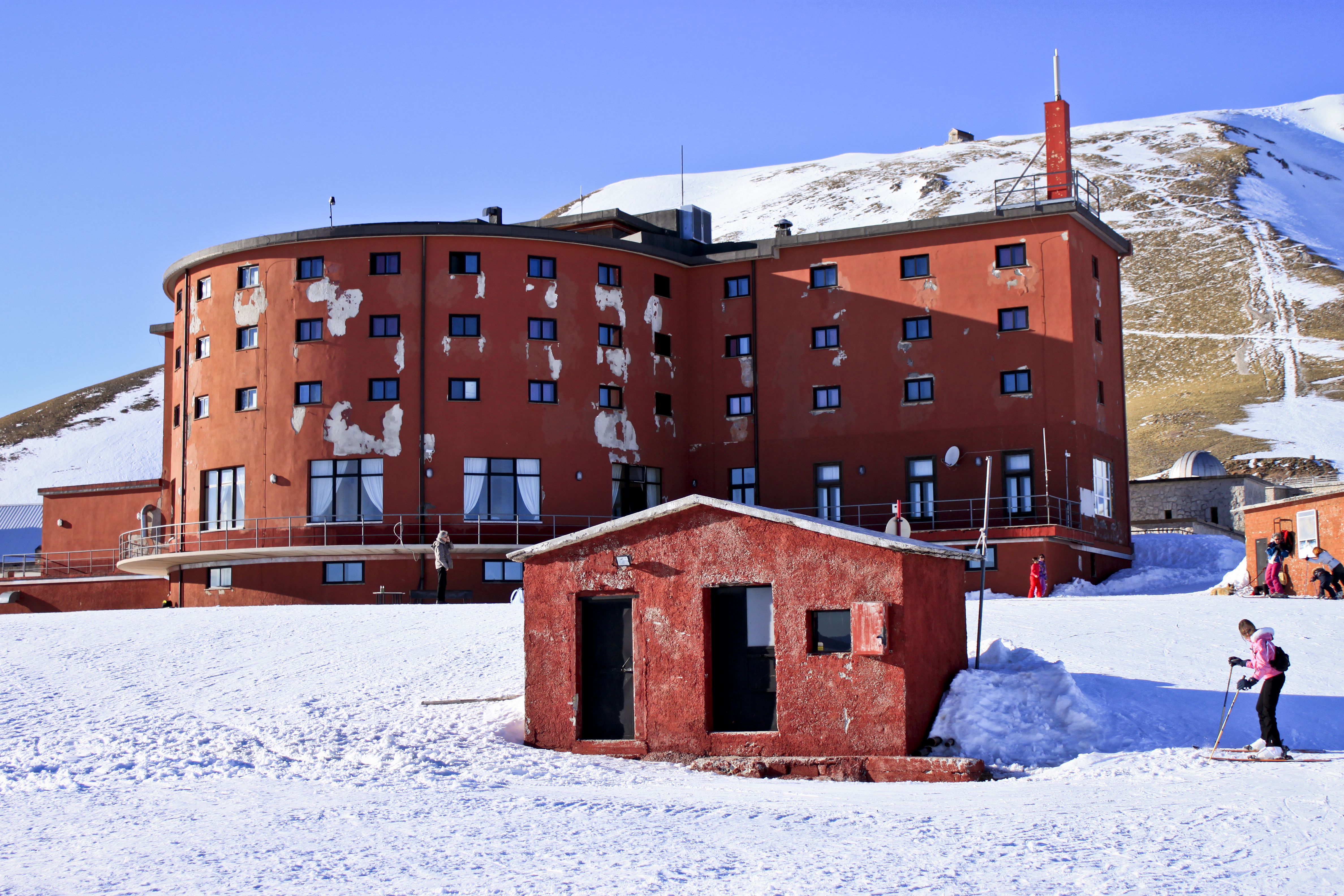
Hotel Campo Imperatore

Si trova a 2.220 metri di quota, oltre Fonte Cerreto, presso gli impianti di sci di Assergi, della chiesetta della Madonna della Neve e dell'osservatorio astronomico (questo però verrà costruito nel 1948); fu costruito nel 1934 da Vittorio Bonadè Bottino in stile razionalista littorio, durante il periodo di prima crescita del turismo sciistico di massa in Abruzzo e nel nord Italia. L'albergo divenne celebre quando nel 1943, caduto il governo, vi fu rinchiuso Benito Mussolini. Fu liberato il 12 settembre durante la famosa "Operazione Quercia". Oggi l'albergo, in stile fascista, è usato per i turisti, nonché come museo della prigionia di Mussolini.

### Stazione osservativa astronomica Campo Imperatore
Si trova presso le piste da sci, accanto l'hotel "Campo Imperatore", ed è meta di astrofili e appassionati di astronomia. Fu costruita tra il 1948 e il 1955, equipaggiata con telescopio di oltre 1 metro di diametro. A partire dal 2001 la stazione osservativa è stata sede del programma internazionale CINEOS. Dal 2017 è gestita dall'Osservatorio astronomico d'Abruzzo con sede a Teramo.

### Giardino botanico alpino di Campo Imperatore

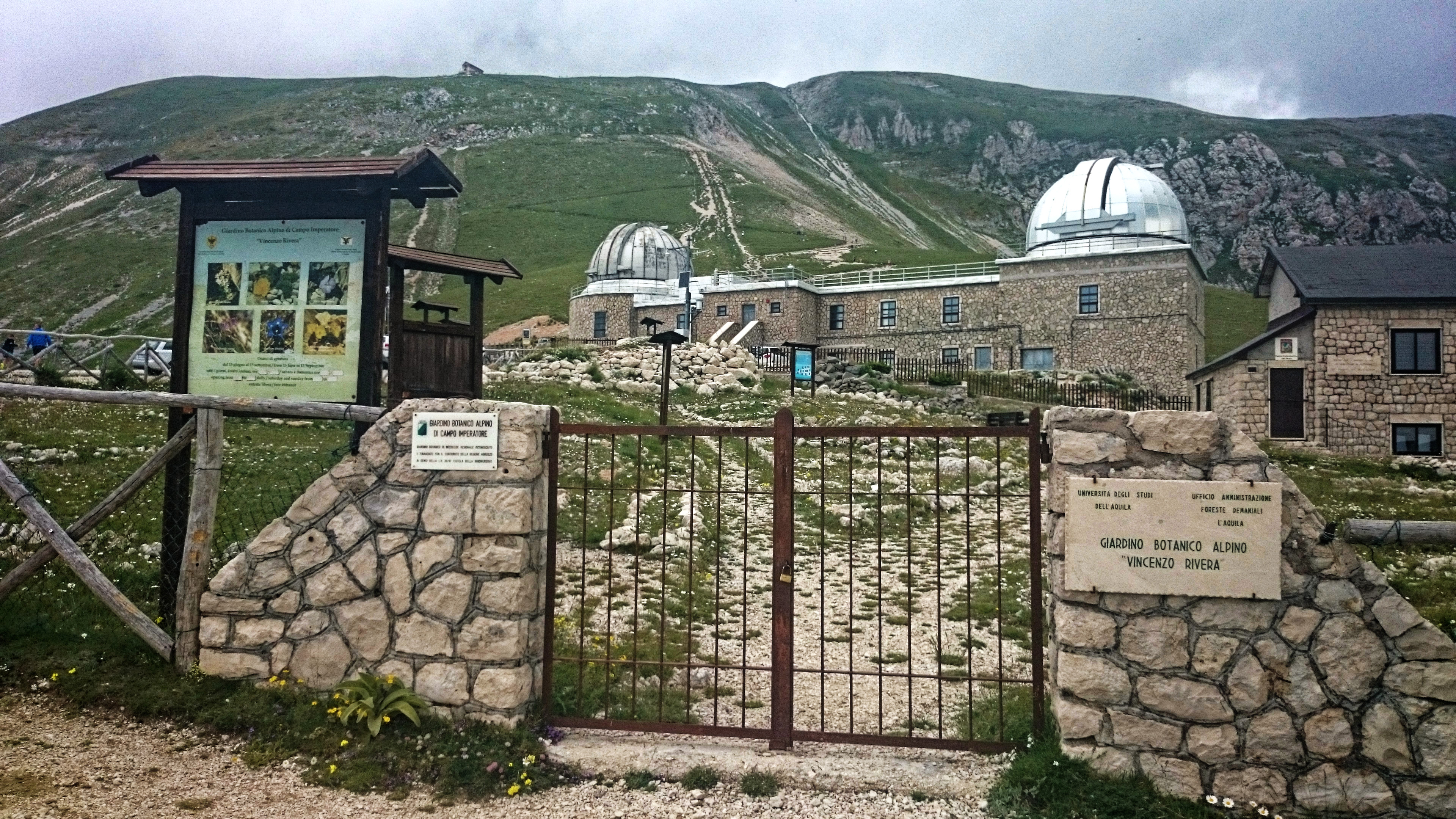
Giardino botanico alpino di Campo Imperatore e Osservatorio astronomico di Campo Imperatore

Il giardino botanico alpino di Campo Imperatore "Vincenzo Rivera" è un giardino botanico alpino situato a 2117 metri di altitudine tra Campo Imperatore ed i Valloni, sul versante occidentale del Gran Sasso d'Italia, all'interno del territorio comunale dell'Aquila e del Parco nazionale del Gran Sasso e Monti della Laga. È una struttura associata dell'Università dell'Aquila.

### Rifugio Duca degli Abruzzi
Il rifugio Duca degli Abruzzi è un rifugio, situato a 2 388 m s.l.m.,  nell'appennino abruzzese, nel versante aquilano del massiccio del Gran Sasso d'Italia, sulla cresta del Monte Portella.

## Economia

### Industria: Laboratori Nazionali del Gran Sasso d'Italia

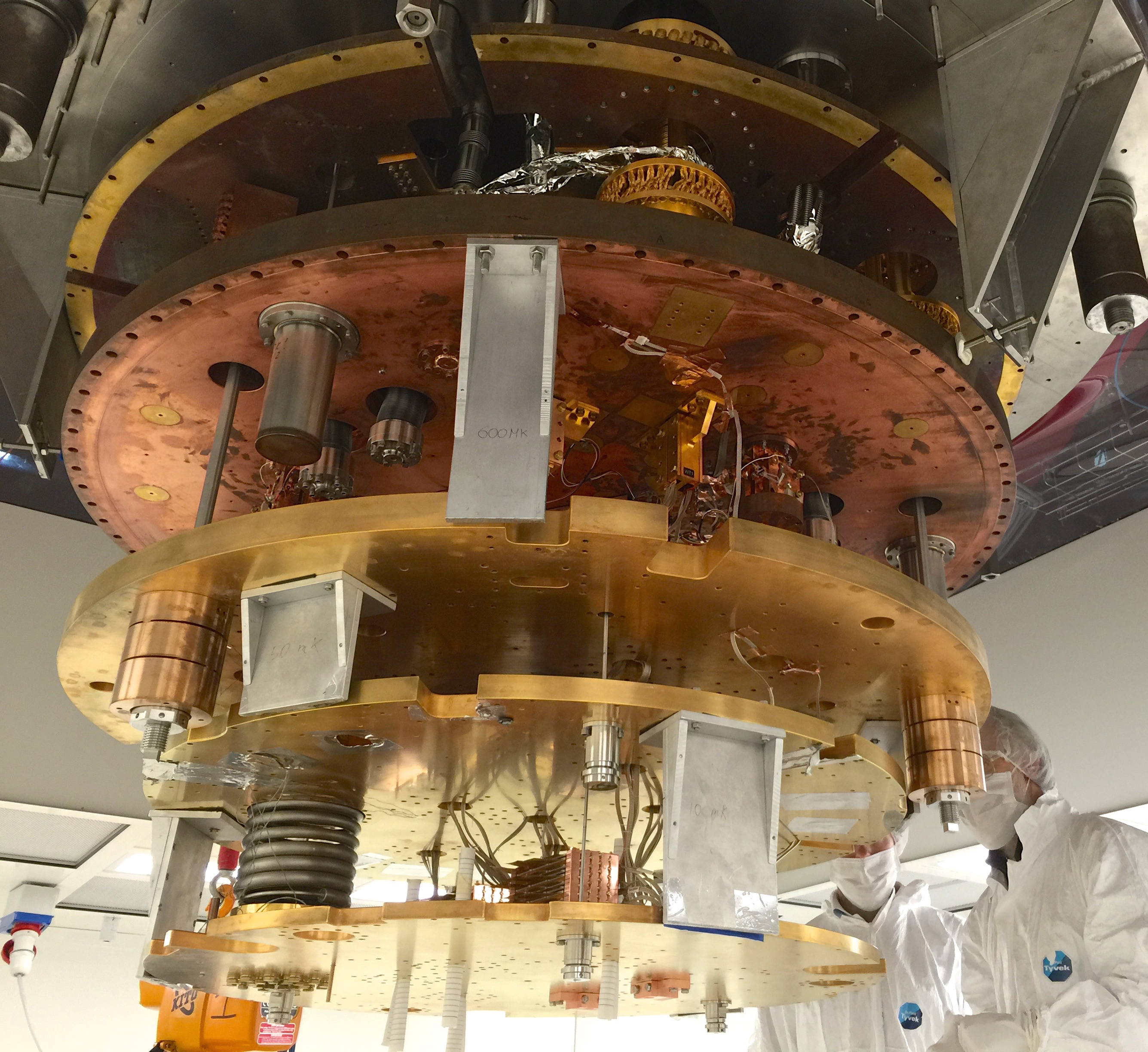
I Laboratori nazionali del Gran Sasso

Insieme all'Istituto nazionale di fisica nucleare e alla stazione osservativa astronomica, i laboratori sono stati costruiti nel 1984. Per dimensioni e ricchezza della strumentalizzazione scientifica, i Laboratori Nazionali (LNGS) sono il centro di ricerca sotterraneo più grande dell'Italia e del mondo, progettati e realizzati con lo scopo di sfruttare la protezione dalla radiazione cosmica, ottenuta con gli oltre 1.400 m di montagna sovrastanti, principale requisito per l'attività scientifica. Finanziati dall'Istituto Nazionale di Fisica Nucleare, i Laboratori sono dotati di un corpo centrale dedicato alla fisica subnucleare, nata per volere del professor Antonino Zichichi, dove lavorano scienziati provenienti da 29 paesi diversi.

### Turismo

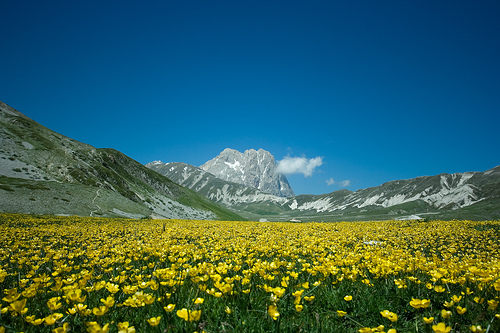
Campo Imperatore

Il turismo invernale di Assergi, principale fonte di sostentamento della comunità, è iniziato nel 1934 quando Benito Mussolini fece costruire una nuova filovia per salire sul Gran Sasso, che porta a Selva di Pratoriscio, con lunghezza di 27 km e larghezza di 6. Fu costruito anche l'Hotel Campo Imperatore in stile fascista, dove Mussolini verrà imprigionato nel 1943. Negli anni '60 i servizi turistici per il turismo sciistico e di escursioni è molto migliorato, tanto che le piste furono scelte negli anni' 80 anche da papa Giovanni Paolo II; oltre alle sue visite al santuario di San Pietro della Ienca.
Assergi propone vari tipi di turismo, dall'artistico culturale per il piccolo centro medievale, all'invernale per le piste di Campo Imperatore. Al livello di escursioni, è possibile facilmente arrivare agli insediamenti medievali di Rocca Calascio e Santo Stefano di Sessanio; mentre altri luoghi naturali sono la Grotta del Male e i romitori di San Franco di Peschioli e Santa Maria del Monte.

### Cinema
Assergi è comparsa per due volte nel cinema: la prima col film La roccia incantata (1949) con Dina Sassoli, principale location di ambientazione, paese della protagonista della vicenda, e in L'orizzonte degli eventi (2005) con Valerio Mastandrea. Nel primo film è riconoscibile molto bene il paese, con lunghe sequenze girate tra i vicoli del borgo e la piazza con la chiesa dell'Assunta, oltre ai panorami del Corno Grande e di Campo Imperatore; il secondo film invece si concentra nei Laboratori Nazionali.

## Infrastrutture e trasporti

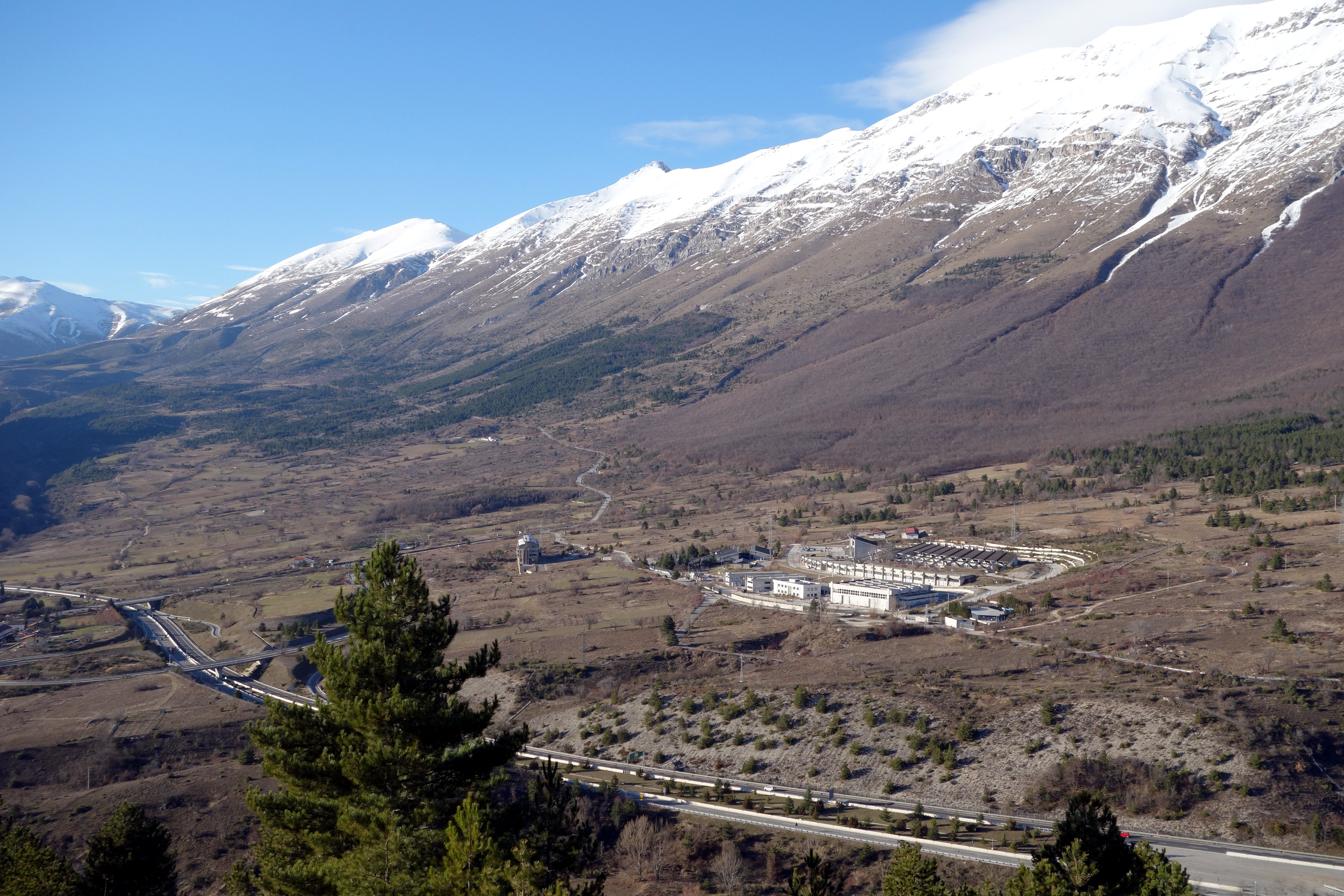
Autostrada A24, nei pressi di Assergi

- Autostrada dei Parchi A24: uscita "Assergi" dopo il traforo del Gran Sasso (1984) in direzione dell'Aquila
- Strada statale 17 bis: provenendo da contrada Paganica (svoltando lungo la SS17 per L'Aquila), oltrepassando Camarda. La strada dopo Assergi si dirama in due tronchi, che raggiungono rispettivamente San Pietro della Jenca e Fonte Cerreto, sino alla Funivia del Gran Sasso.